# Eurhopalothrix lenkoi
Eurhopalothrix lenkoi är en myrart som beskrevs av Kempf 1967. Eurhopalothrix lenkoi ingår i släktet Eurhopalothrix och familjen myror. Inga underarter finns listade i Catalogue of Life.